# Eschede
Eschede è un comune di 3.764 abitanti della Bassa Sassonia, in Germania. Appartiene al circondario di Celle.

## Storia
Il comune deve la sua notorietà al tragico incidente ivi avvenuto il 3 giugno 1998, quando un InterCity Expresse deragliò nei pressi del villaggio causando 101 morti e 88 feriti.
Il 1º gennaio 2014 vennero aggregati a Eschede i comuni della disciolta Samtgemeinde Eschede (Habighorst, Höfer e Scharnhorst).